# De moord die nooit mag verjaren
De moord die nooit mag verjaren en andere minireportages is het achtste boek van Peter R. de Vries. Hij baseerde het op waargebeurde verhalen uit zijn misdaadjournalistieke loopbaan.

## Inhoud
De journalist vertelt in het boek over 82 onopgeloste moordzaken die hij in zijn loopbaan is tegengekomen, zoals de Puttense moordzaak, de moord op Nicky Verstappen en andere geruchtmakende zaken. Eerder verschenen de reportages in het tijdschrift Panorama.